# CFOSAT
CFOSAT (Chinese-French Oceanic SATellite) est une mission spatiale des agences spatiales chinoise (CNSA) et française (CNES) dont l'objectif est de réaliser un suivi des vents et des vagues à la surface des océans et contribuer à améliorer la modélisation des prévisions de la mer utilisés par la météorologie marine et notre connaissance des processus physiques à l’œuvre durant la formation et l'évolution des vagues. Pour remplir cet objectif le mini satellite (environ 600 kg) emporte deux radars (diffusiomètres) : SWIM, qui constitue la participation du CNES, mesure la direction, la hauteur et la longueur d'onde des vagues tandis que SCAT mesure la direction et la vitesse des vents. Le satellite est entré en phase de réalisation début 2010 et a été placé en orbite le 29 octobre 2018 pour une mission d'une durée initiale de 3 ans.

## Historique
Le projet CFOSAT est lancé à Pékin en mars 2007. L'étude de faisabilité (phase A) de l'instrument SWIM, développé par Thales Alenia Space à Toulouse, est entamée en mai 2007. En janvier 2009 la définition préliminaire (phase B) de l'instrument SWIM est démarrée. La décision de passer en phase de réalisation (phase D) a été prise en décembre 2010. La partie scientifique du projet est prise en charge en Chine par le NSOAS et en France par le LATMOS avec des participations de Météo-France et de l'Ifremer

## Objectifs
Les caractéristiques des vagues constituent une des informations majeures de la météorologie marine. Celle-ci fournit des prévisions de l'état de la mer qui sont importantes pour de nombreuses activités telles que le transport maritime, les travaux off-shore, la sécurité en mer, la plaisance et la gestion des pollutions marines. L'état de la mer dépend de nombreux facteurs : vent local, fond marin, phénomènes de réflexion sur les côtes, courants, caractéristiques des foyers générateurs de vagues (force et distance), marées... La modélisation de ces phénomènes en jeu, nécessaire pour les prévisions, est encore imparfaite.
CFOSAT est conçu pour fournir à l'échelle globale, des observations sur le vent de surface local (direction et vitesse) ainsi  que la direction, l’amplitude et la longueur d’onde des vagues.
- L'objectif principal est d'améliorer les prévisions sur l'état de la mer fournies par la météorologie marine en construisant des modèles plus précis à partir des données recueillies sur plusieurs années consécutives par le satellite.
- Un objectif secondaire est d'améliorer notre compréhension des processus physiques locaux à l’œuvre tels que les interactions entre la houle résultant de zones de vent éloignées et des vagues générées par le vent local.

Les performances attendues sont les suivantes : 
- Estimation de la direction des vagues avec une résolution spatiale comprise entre  50x50 et 70x70 km² et une précision d'environ 15°.
- Détermination de leur longueur d'onde lorsqu'elle est comprise entre 70 et 500 mètres avec une précision de 10 à 20%.
- Détermination de la hauteur des vagues avec une précision de 10%  ou meilleure que 40-50 cm.
- Collecter ces données pour l'ensemble de la planète avec une résolution temporelle de 10 à 15 jours.
- Détermination de la direction du vent sur une largeur de 900 km par rapport à la trace au sol avec une résolution spatiale comprise entre 25x25 et 50x50 km². La précision sera de ±20° lorsque la vitesse du vent est comprise entre 4 et 24 m/s.
- Détermination la vitesse du vent avec une précision de ±2 m/s ou 10% (valeur la plus importante).
- Collecte ces données pour l'ensemble de la planète avec une résolution temporelle de 1 à 2 jours.
- Transmission des données au sol dans un délai inférieur à 3 heures.

## Déroulement de la mission
CFOSAT a été placé en orbite par une fusée chinoise Longue Marche 2C le 29 octobre 2018. Le satellite circule sur une orbite héliosynchrone de 519 km avec une inclinaison orbitale de 97°. L'heure de passage au niveau de la ligne des nœuds est de 7 heures du matin (heure solaire). Le satellite repasse sur sa trace au sol tous les 13 jours. Les données seront reçues et traitées à la fois par des stations terrestres chinoises et françaises. Le satellite joue un rôle de démonstrateur pour de futurs engins susceptibles d'alimenter en continu les systèmes de prévision météorologique. Afin de simuler cette situation, les données sont fournies dans un délai inférieur à 3 heures pour intégration dans les modèles. La collecte pour l'ensemble du globe est de 3 jours pour les caractéristiques du vent et de 13 jours pour les caractéristiques des vagues. La durée initiale de la mission est de 3 ans. À terme les données recueillies pourraient être intégrées dans la base européenne GMES.

## Caractéristiques du satellite
CFOSAT est un mini satellite de 650 kg stabilisé 3 axes de forme grossièrement cubique (1,4 x 1,4 x 1,2 m). La durée de vie prévue est de 3 ans. Le satellite comprend une plate-forme CAST 2000 fournie par la Chine et une charge utile comportant deux instruments SWIM et SCAT. La précision du pointage est de 0,1°. L'énergie est fournie par des panneaux solaires déployés en orbite qui produisent 1500 watts en début de mission et 1300 watts en fin de mission. Durant les éclipses l'énergie est restituée par des batteries d'une capacité de 60 ampères-heures,) .

### Instruments scientifiques
CFOSAT emporte deux instruments :
- SWIM (Surface Waves Investigation and Monitoring instrument) est un diffusomètre fourni par le CNES qui mesure les propriétés des vagues (direction, longueur d'onde). SWIM est un radar à ouverture réelle fonctionnant en bande Ku ( 13,2  à   13,6 GHz). Le radar émet 6 faisceaux de 2°x2° à faible incidence (0 à 10° par incrément de 2°) par rapport à la verticale locale. Par rotation (6 tours par minute) les faisceaux balayent une zone de 88 km de rayon. L'inclinaison de la surface de l'eau à l'aplomb des vagues est déterminée par les variations de la réflexion du faisceau radar. Cet instrument qui utilise un principe innovant est développé par Thalès Alenia en capitalisant sur des expériences acquises dans le domaine avec des instruments embarqués sur Cryosat, SARAL et Jason. Les caractéristiques de l'instrument sont optimisées pour la mesure des vagues à grande longueur d'onde ( 70  à   500 mètres)[8].
- SCAT est un diffusiomètre vent (SCAT) fourni par le CNSA qui mesure la direction et la vitesse du vent de surface. Les faisceaux radar sont émis en éventail en rotation avec des angles d'incidence plus grands (18~50°)[9].